# Strandža
Strandža (bulharsky Странджа, turecky Yıldız Dağlar) je pohoří, rozkládající se na jihovýchodě Bulharska a severozápadě Turecka. Nejvyšší horou je Mahya Dağı, která je s výškou 1031 m n. m. i nejvyšší horou evropské části Turecka.

## Fotogalerie

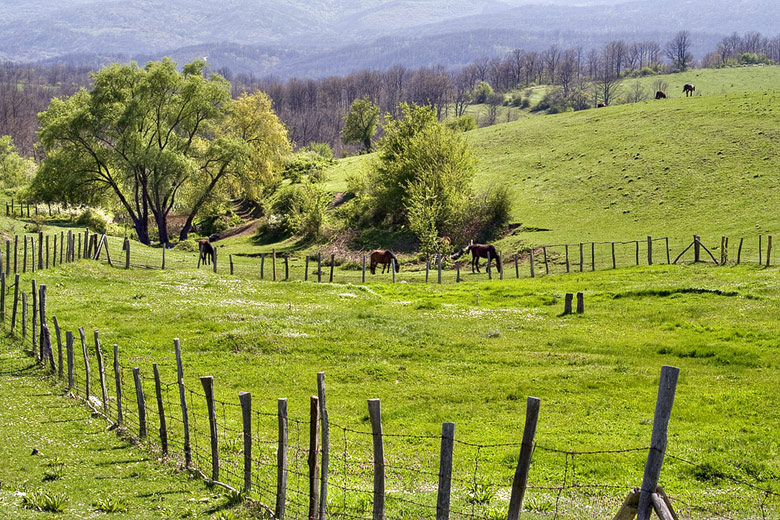
Krajina v bulharské části pohoří
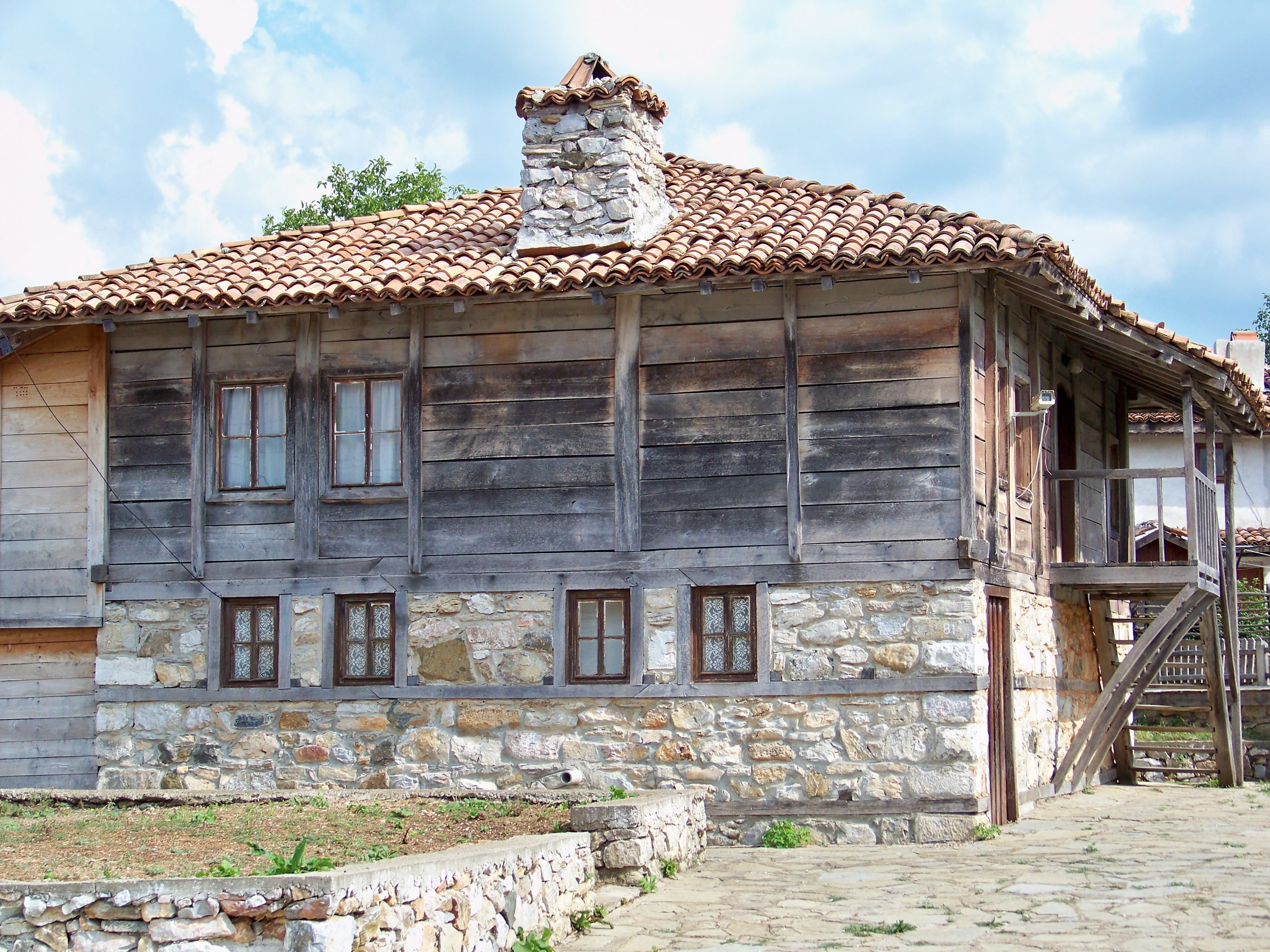
Typický dřevěný dům v bulharské části pohoří
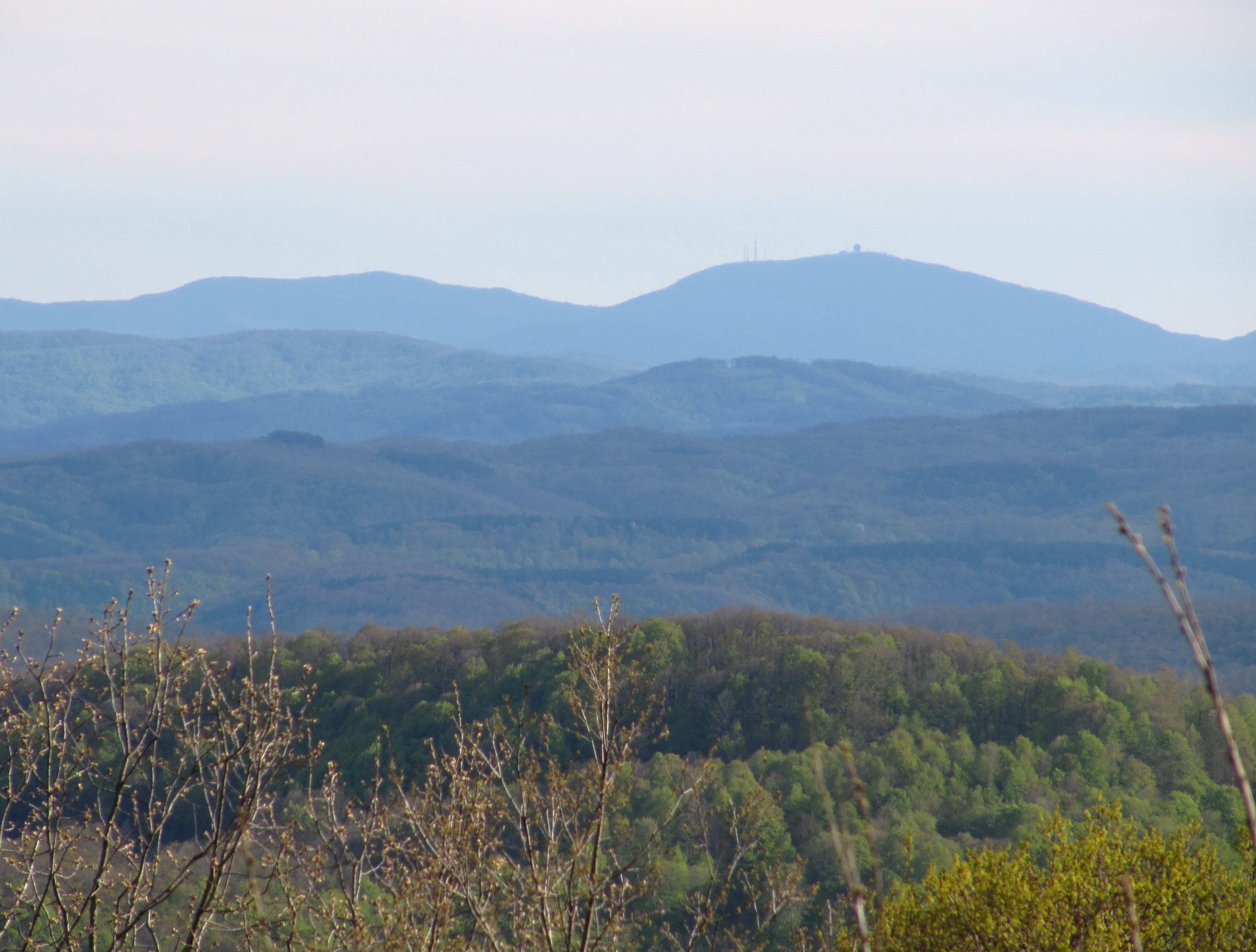
Mahya Dağı, nejvyšší hora pohoří